# Heinrich Brandes
Pour les articles homonymes, voir Brandes.
Hans Heinrich Georg Brandes (né le 23 mai 1803 à Bortfeld, mort le 6 octobre 1868 à Brunswick) est un peintre allemand.

## Biographie
Brandes est élève de l'académie des beaux-arts de Munich de 1823 à 1825 puis devient professeur jusqu'en 1830.
Il vient à Rome de 1830 à 1832 pour étudier. Il s'installe à son retour à Brunswick et se fait un nom dans le portrait et la peinture de paysage. Il travaille aussi comme conservateur des peintures de la collection du duché. Il découvre et restaure les fresques médiévales de l'église Saint-Blaise de Brunswick.
Sa peinture à l'huile Le Colisée à Rome est exposée en 1931 au palais des glaces de Munich avec d'autres œuvres de la peinture romantique allemande. Elle disparaît dans l'incendie du 6 juin.